# Гробница породице Вајндл
Гробница породице Вајндл на апатинском гробљу представља непокретно културно добро као споменик културе.
Гробница је обликована у виду грчког храма. Омањих је димензија, складних пропорција и грађена од скупоцног материјала. Има све карактеристичне елементе грчког храма: постамент висине три степеника који су постављени на прочељу, затим плитак трем са два дорска стуба. Стубови носе архитрав са метопама и триглифима изнад којих су гуте. Прочеље се завршава тимпаноном са акротеријама на врху и на крајевима. На зиду трема су врата од кованог гвожђа кроз која се улази у гробницу. Грађевина је од белог мермера, а стубови од црног полираног мермера са примесама пирита који даје златни одсјај.